# 컨베어 X-6

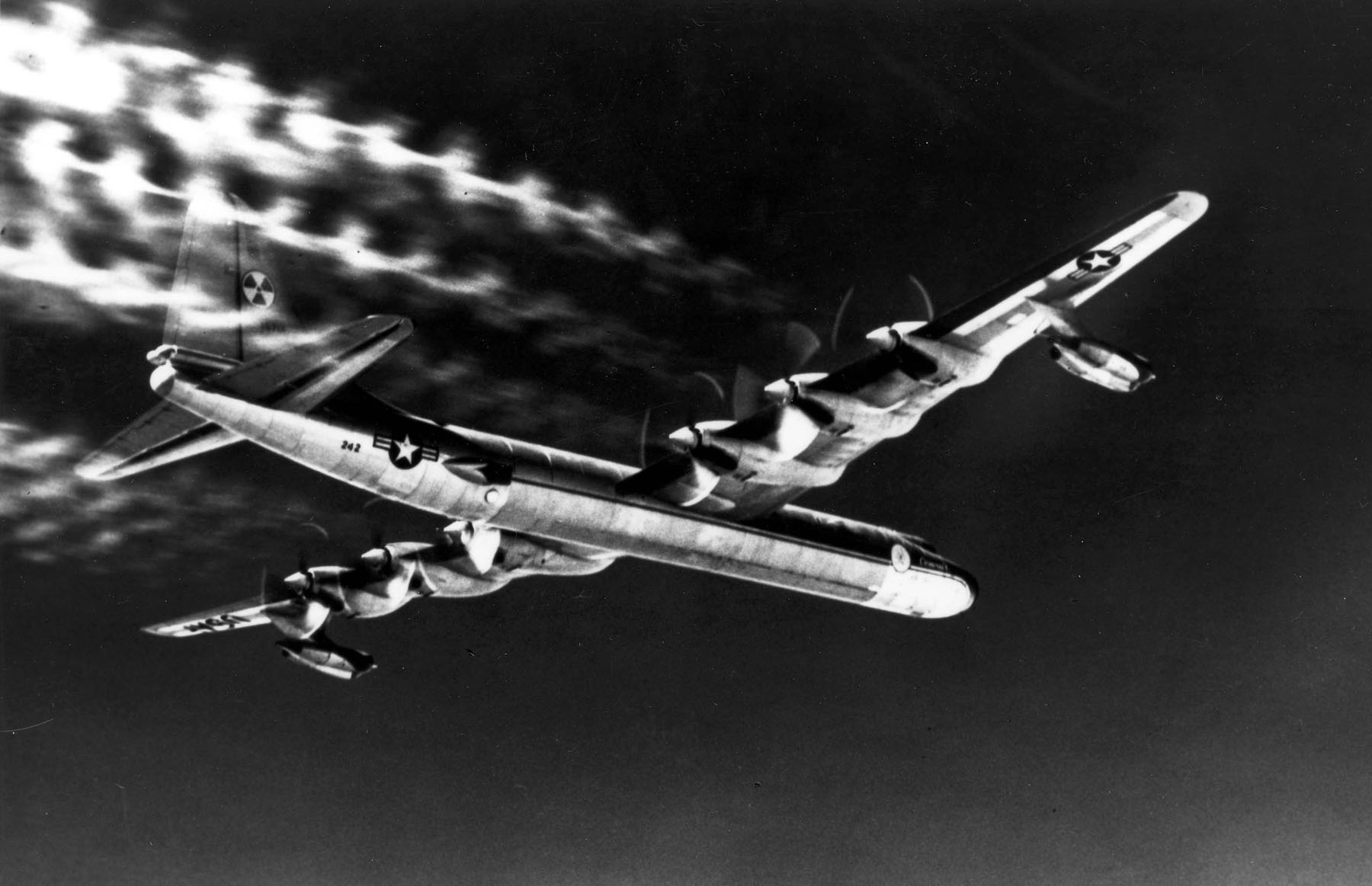
시험 비행 중인 모습

컨베이어 X-6(Convair X-6)은 핵추진 항공기를 개발하고 평가하기 위해 제안된 실험용 항공기 프로젝트였다. 이 프로젝트는 컨베이어 B-36 폭격기를 테스트베드 항공기로 사용하는 것이었고, 프로젝트 초기 단계에서 NB-36H 한 대가 수정되었지만 실제 X-6과 원자로 엔진이 완성되기 전에 프로그램이 취소되었다. X-6은 1946년부터 1961년까지 진행된 총 70억 달러의 비용이 드는 대규모 일련의 프로그램의 일부였다. 이러한 항공기의 범위는 액체 제트 연료에 의해 제한되지 않았기 때문에 핵 추진 전략이 이론화되었다. 폭격기는 한 번에 몇 주 동안 공중에 머물 수 있다.

## 개발 및 설계
1946년 5월, 미국 공군은 항공기 추진을 위한 원자력 에너지(NEPA) 프로젝트를 시작했다. 이 프로그램에 따른 연구는 NEPA가 항공기 핵추진(ANP) 프로그램으로 대체된 1951년 5월까지 수행되었다. ANP 프로그램에는 컨베이어가 MX-1589 프로젝트에 따라 두 대의 B-36을 수정하려는 계획이 포함되었다. B-36 중 하나는 공중 원자로의 차폐 요구 사항을 연구하는 데 사용되었고 다른 하나는 X-6이 되었다.

## 제원

### 일반적 특성
- 승무원: 5명
- 길이: 49.38m(162피트 0인치)
- 날개 폭: 70.1m(230피트 0인치)
- 높이: 14.26m(46피트 9인치)
- 날개 면적: 4,770평방피트(443.3m2)
- 최대 이륙 중량: 163,000kg(360,000lb)
- 동력 장치: 4 × General Electric J53 핵 터보제트, 각각 5,200lbf(23kN) 추력
- 동력 장치: 6 × Pratt & Whitney R-4360-53, 각 3800 hp (2830 kW)

### 성능
- 최대 속도: 390mph(628km/h, 340kn)
- 서비스 한도: 12,200m(40,000피트)

## 같이 보기
- NERVA